# E-Artsup
De E-Artsup, tevens bekend onder de naam École supérieure de la création numérique et du multimédia, is een in 2001 opgerichte universiteit in Parijs, met ook faculteiten in Bordeaux, Lyon, Montpellier, Nantes, Toulouse en Rijsel.
E-Artsup is lid van IONIS Education Group.